# Carl Ausfeld

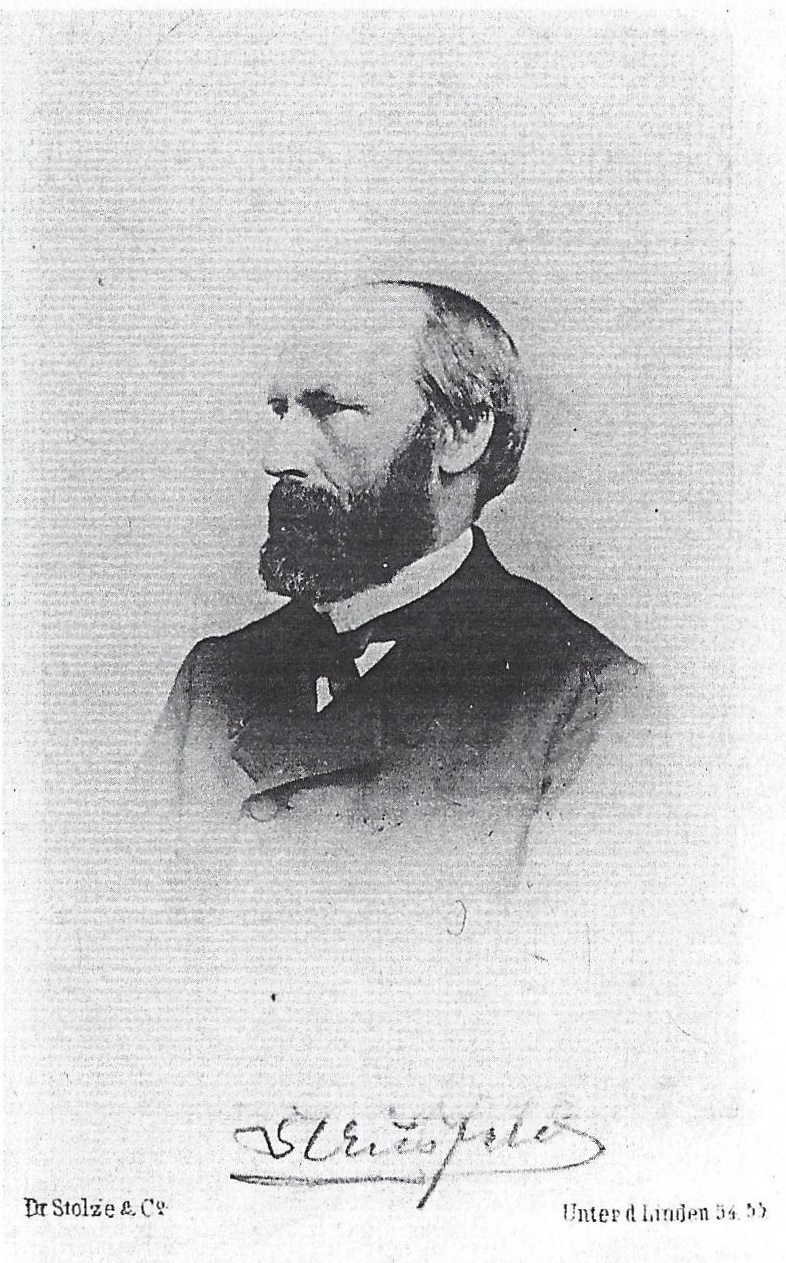
Carl Ausfeld

Carl Ausfeld (* 17. August 1814 in Schnepfenthal, Thüringen; † 22. Januar 1900 in Siebleben, Thüringen) war ein deutscher Richter. Vor und nach der Deutschen Reichsgründung war er Mitglied des Reichstags.

## Leben
Ausfeld besuchte zuerst von 1824 bis 1829 die Erziehungsanstalt Schnepfenthal und von 1829 bis 1832 das Gymnasium Illustre in Gotha und studierte Staats-, Kameral- und Rechtswissenschaft in Jena von 1832 bis 1836. Dort war er Mitglied der Jenaischen Burschenschaft. Ab 1838 war er richterlicher Beamter. Von 1854 bis 1858 war er bei der Finanzverwaltung und von 1859 bis 1869 Einzelrichter in Waltershausen. 1869 wurde er zum Mitglied des Oberappellationsgerichts Jena ernannt. Er war Mitbegründer der Gewerbebanken zu Gotha und Waltershausen.
Von 1850 bis 1852 und 1857 bis 1858 war er Mitglied des Gothaer Landtages, 1881 bis 1882 des Weimarer Landtages. Mitglied des  Reichstags des Norddeutschen Bundes für den Reichstagswahlkreis Herzogtum Sachsen-Coburg-Gotha 2 war er von 1867 bis 30. Dezember 1868.
Von 1874 bis 1877 und von 1881 bis 1887 (für den Reichstagswahlkreis Großherzogtum Sachsen-Weimar-Eisenach 1) saß er im Reichstag (Deutsches Kaiserreich) erst für die Deutsche Fortschrittspartei (DFP) und Gotha, dann für die Deutsche Freisinnige Partei und Weimar.